# Saison 1 de Femmes de loi

Cet article présente le guide de la première saison de la série télévisée Femmes de loi.
| № | # | Titre              | Réalisation | Scénario                                | Première diffusion |
| --- | - | ------------------ | ----------- | --------------------------------------- | ------------------ |
| 2 | 1 | Secret défense     | Denis Amar  | Marie-Anne Le Pézennec                  | 28 février 2002    |
| Paul Lafarge, capitaine au 19e RPIMA est retrouvé mort dans les bois d'Orleval, tué de deux balles de 9 millimètres. Une enquête délicate commence pour Elisabeth et Marie qui vont rapidement se retrouver confrontées aux institutions militaires avec lesquelles elles vont devoir conjuguer. Très vite les soupçons pèsent sur Samir Anskar, jeune de la cité dont tout atteste qu'il était sur les lieux cette nuit-là mais l'enquête ne s'arrête pas là et de sombres histoires sont découvertes au sein du clan des parachutistes... |   |                    |             |                                         |                    |
| 3 | 2 | Une occasion en or | Denis Amar  | Laurent Vachaud, Céline et Martin Guyot | 21 mars 2002       |
| Le procureur Elizabeth Brochène, chargée de représenter le ministère public au procès de Louis Beaulieu, est sur le point de punir enfin ce célèbre caïd et ce, grâce au témoignage d'Alain Thibaud, ancien associé de ce criminel. Malheureusement, le témoin est réduit au silence juste avant l'audience. Elizabeth Brochène demande à la brigade criminelle de diligenter une enquête afin de retrouver les commanditaires. Les inspecteurs Yves Nicosserian et Marie Balaguère commencent alors leurs recherches qui risquent de les mener loin. Entre-temps, Léa Sarrazin est retrouvée morte poignardée dans une chambre d'hôtel. Le procureur et les inspecteurs doivent élucider ces deux meurtres mystérieux. Y parviendront-ils ? |   |                    |             |                                         |                    |